# Une heure près de toi
Une heure près de toi è un film del 1932 diretto da George Cukor e Ernst Lubitsch. Basato su Nur ein Traum, lavoro teatrale del 1909 di Lothar Schmidt, il film è l'adattamento francese di One Hour with You. Interpreti principali di ambedue i film sono Maurice Chevalier e Jeanette MacDonald, affiancati in questa versione francese da Lili Damita nel ruolo di Mitzi, Pierre Etchepare, Ernest Ferny e André Cheron.

## Produzione
Il film fu prodotto dalla Paramount Pictures, girato contemporaneamente alla versione inglese One Hour with You.

### Soggetto
La sceneggiatura si basa su Nur ein Traum, commedia di Lothar Schmid che era andata per la prima volta in scena a Monaco nel 1909. A New York, la pièce di Schmid venne data a teatro il 29 ottobre 1913 in versione inglese. Lubitsch, già nel 1924, l'aveva presa come soggetto per il suo secondo film americano, The Marriage Circle, girato per la Warner Bros. e che aveva come interpreti principali Florence Vidor e Monte Blue.

## Distribuzione
In Francia, il film fu distribuito da Les Films Paramount, presentato a Parigi il 1º giugno 1932.